# Ten Minutes in Bombay
Ten Minutes in Bombay è un cortometraggio muto del 1915. Il nome del regista non viene riportato nei credit del film.

## Produzione
Il film fu prodotto dalla Nestor Film Company.

## Distribuzione
Distribuito dall'Universal Film Manufacturing Company, il film - un documentario di una bobina - uscì nelle sale cinematografiche USA il 27 aprile 1915.